# Esmeralda van Boon
Esmeralda van Boon (22 oktober 1977) is een Nederlands arabiste en journaliste.
Van Boon studeerde Arabisch en culturen van het Midden-Oosten aan de Rijksuniversiteit Groningen en liep stage in 2004 bij de Cairo Times en in 2005 in Irak bij NOVA. Vervolgens woonde ze vier jaar in Caïro en reisde rond in omringende landen. Ze was werkzaam als tolk/ vertaler, producent en verslaggever. Ze was getuige van de protesten in de Arabische wereld van 2011 en hielp Jan Eikelboom (Nieuwsuur) en Rudi Vranckx (VRT) bij de verslaggeving. Eind 2011 maakte ze voor de NTR de documentaireserie Voorbij de Arabische Lente waarin ze de plekken opzocht waar ze eerder dat jaar was geweest om de ontwikkelingen te filmen. Verder werkte ze voor de IKON, VPRO, RTV Rijnmond en NRC Handelsblad.